# Bazhou
Bazhou är en stad på häradsnivå  i norra Kina, och är en del av Langfangs stad på prefekturnivå i provinsen Hebei. Den ligger omkring 89 kilometer söder om huvudstaden Peking. Staden har lite över en halv miljon invånare på en yta av 784 km². Ett äldre namn på staden är Baxian.

## Demografi
| Område                         | Invånarantal 1 juli 1990 | Invånarantal 1 november 2000 |
| ------------------------------ | ------------------------ | ---------------------------- |
| Stad (de jure)                 | Ingen uppgift            | 527 709                      |
| Stad (de facto)                | 486 900                  | 557 901                      |
| Urban befolkning (de facto)    | 30 964                   | 220 081                      |
| ...varav centralort (de facto) | 25 977                   | Ingen uppgift                |